# تور دي آرديش للسيدات 2022
تور دي آرديش للسيدات 2022 (بالفرنسية: Tour cycliste féminin international de l'Ardèche 2022)‏ هو سباق دراجات هوائية من فئة  سباق المرحلة، وهو الموسم العشرين من تور دي آرديش للسيدات ‏، وأقيم خلال الفترة من 6 سبتمبر 2022، وحتى 12 سبتمبر 2022.
فاز بالمركز الأول وفي ترتيب النقاط للشباب أنطونيا نيدرماير، وفاز بالمركز الثاني Loes Adegeest ‏، وفاز بالمركز الثالث Paula Patiño ‏، وفاز في تصنيف الجبال Coralie Demay ‏، وفاز في ترتيب النقاط وفي تصنيف السرعة Silvia Zanardi ‏، وفاز في ترتيب الفرق موفيستار للسيدات 2022 ‏.

## الفرق
| فريق سيدات عالمي- موفيستار للسيدات 2022 ‏ فرق دراجات قارية سيدات (13)- اركيا للسيدات 2022 ‏ - بيبينك 2022 ‏ - بنجوال شوفالمير-فان إيك سبورت 2022 ‏ - Canyon-SRAM generation ‏ - DNA Pro Cycling ‏ - انيكات-آر بي إتش 2022 ‏ - فرتو-بي تي سي 2022 ‏ - GT Krush Rebellease Pro Cycling ‏ - روبل كليننينج 2022 ‏ - St. Michel–Preference Home–Auber93 (women's team) ‏ - استاد روشليه شارينت ماريتايم 2022 ‏ - سوبيلا 2022 ‏ - Torelli (cycling team) ‏ فرق وطنية (3)- فريق الولايات المتحدة لركوب الدراجات للسيدات 2022‏ - فريق النرويج لركوب الدراجات للسيدات 2022 ‏ - فريق سلوفينيا لركوب الدراجات للسيدات 2022‏ فريق دراجات هواة- دبليو سي سي تيم 2022 ‏ فريق دراجات هواة سيدات- لفيف للسيدات 2022 ‏ |  |
| |  |

## المراحل
| قائمة المراحل | قائمة المراحل | قائمة المراحل                   | قائمة المراحل      | قائمة المراحل | قائمة المراحل    | قائمة المراحل    |
| المرحلة       | التاريخ       | الدورة                          |                    | المسافة (كم)  | الفائز بالمرحلة  | القائد العام     |
| ------------- | ------------- | ------------------------------- | ------------------ | ------------- | ---------------- | ---------------- |
| المرحلة 1     | 6 سبتمبر      | Le Teil ‏ – Villeneuve-de-Berg ‏  | مرحلة جبلية        | 109٫47        | شيلا جوتيريز     | شيلا جوتيريز     |
| المرحلة 2     | 7 سبتمبر      | – مونتيليمار                    | مرحلة مستوية       | 108٫21        | شيلا جوتيريز     | شيلا جوتيريز     |
| المرحلة 3     | 8 سبتمبر      | أفينيون – Pernes-les-Fontaines ‏ | مرحلة مستوية       | 103٫47        | Loes Adegeest ‏   | Loes Adegeest ‏   |
| المرحلة 4     | 9 سبتمبر      | Beauchastel ‏ – Sarras, Ardèche ‏ | مرحلة جبلية        | 110٫8         | أنطونيا نيدرماير | أنطونيا نيدرماير |
| المرحلة 5     | 10 سبتمبر     | Florac ‏ – Mont Lozère ‏          | مرحلة جبلية متوسطة | 109٫44        | أنطونيا نيدرماير | أنطونيا نيدرماير |
| المرحلة 6     | 11 سبتمبر     | أليس – أليس                     | مرحلة جبلية        | 92٫52         | Silvia Zanardi ‏  | أنطونيا نيدرماير |
| المرحلة 7     | 12 سبتمبر     | Vesseaux ‏ – بريفاس              | مرحلة جبلية متوسطة | 121           | Coralie Demay ‏   | أنطونيا نيدرماير |

## النتيجة

### مرحلة 1
هي مرحلة جبلية، أقيمت في 6 سبتمبر 2022، وامتدّت لمسافة 109.47 كيلومتر. فاز بالمركز الأول، وتصدر ترتيب النقاط والترتيب العام في نهاية المرحلة شيلا جوتيريز، وتصدر ترتيب التسلق Nadia Quagliotto ‏، وتصدر ترتيب الفرق موفيستار للسيدات 2022 ‏، وتصدر ترتيب النقاط للشباب Simone Boilard ‏، وتصدر ترتيب السرعة Danique Braam ‏.
| التصنيف العام | التصنيف العام          | التصنيف العام                                      | التصنيف العام | التصنيف العام |
| المتسابقة     | المتسابقة              | الفريق                                             | الوقت         |               |
| ------------- | ---------------------- | -------------------------------------------------- | ------------- | ------------- |
| 1             | شيلا جوتيريز           | موفيستار للسيدات ‏                                  | 3 س 03 د 23 ث |               |
| 2             | Simone Boilard ‏        | St. Michel–Preference Home–Auber93 (women's team) ‏ | + 0 ث         |               |
| 3             | Silvia Zanardi ‏        | بيبينك ‏                                            | + 2 ث         |               |
| 4             | Loes Adegeest ‏         | روبل كليننينج ‏                                     | + 2 ث         |               |
| 5             | Typhaine Laurance ‏     | اركيا للسيدات ‏                                     | + 5 ث         |               |
| 6             | Shayna Powless ‏        | فريق الولايات المتحدة لركوب الدراجات للسيدات 2022 ‏ | + 5 ث         |               |
| 7             | Selam Amha ‏            | دبليو سي سي تيم ‏                                   | + 5 ث         |               |
| 8             | Jelena Erić (cyclist) ‏ | موفيستار للسيدات ‏                                  | + 5 ث         |               |
| 9             | Greta Richioud ‏        | اركيا للسيدات ‏                                     | + 5 ث         |               |
| 10            | Danique Braam ‏         | بنجوال شوفالمير ‏                                   | + 5 ث         |               |
|               |                        |                                                    |               |               |
|               |                        |                                                    |               |               |

### مرحلة 2
هي مرحلة مستوية، أقيمت في 7 سبتمبر 2022، وامتدّت لمسافة 108.21 كيلومتر. فاز بالمركز الأول، وتصدر ترتيب النقاط والترتيب العام في نهاية المرحلة شيلا جوتيريز، وتصدر ترتيب النقاط للشباب Simone Boilard ‏، وتصدر ترتيب التسلق Nadia Quagliotto ‏، وتصدر ترتيب الفرق St. Michel–Preference Home–Auber93 (women's team) ‏، وتصدر ترتيب السرعة Danique Braam ‏.
| التصنيف العام | التصنيف العام        | التصنيف العام                                      | التصنيف العام | التصنيف العام |
| المتسابقة     | المتسابقة            | الفريق                                             | الوقت         |               |
| ------------- | -------------------- | -------------------------------------------------- | ------------- | ------------- |
| 1             | شيلا جوتيريز         | موفيستار للسيدات ‏                                  | 5 س 59 د 52 ث |               |
| 2             | Simone Boilard ‏      | St. Michel–Preference Home–Auber93 (women's team) ‏ | + 0 ث         |               |
| 3             | Silvia Zanardi ‏      | بيبينك ‏                                            | + 2 ث         |               |
| 4             | Loes Adegeest ‏       | روبل كليننينج ‏                                     | + 2 ث         |               |
| 5             | Shayna Powless ‏      | فريق الولايات المتحدة لركوب الدراجات للسيدات 2022 ‏ | + 5 ث         |               |
| 6             | Danique Braam ‏       | بنجوال شوفالمير ‏                                   | + 5 ث         |               |
| 7             | Coralie Demay ‏       | St. Michel–Preference Home–Auber93 (women's team) ‏ | + 5 ث         |               |
| 8             | Greta Richioud ‏      | اركيا للسيدات ‏                                     | + 5 ث         |               |
| 9             | Ricarda Bauernfeind ‏ | Canyon-Sram generation ‏                            | + 5 ث         |               |
| 10            | Paula Patiño ‏        | موفيستار للسيدات ‏                                  | + 5 ث         |               |
|               |                      |                                                    |               |               |
|               |                      |                                                    |               |               |

### مرحلة 3
هي مرحلة مستوية، أقيمت في 8 سبتمبر 2022، وامتدّت لمسافة 103.47 كيلومتر. فاز بالمركز الأول، وتصدر الترتيب العام في نهاية المرحلة Loes Adegeest ‏، وتصدر ترتيب النقاط للشباب Ricarda Bauernfeind ‏، وتصدر ترتيب النقاط شيلا جوتيريز، وتصدر ترتيب التسلق Nadia Quagliotto ‏، وتصدر ترتيب الفرق موفيستار للسيدات 2022 ‏، وتصدر ترتيب السرعة Danique Braam ‏.
| التصنيف العام | التصنيف العام        | التصنيف العام                                      | التصنيف العام | التصنيف العام |
| المتسابقة     | المتسابقة            | الفريق                                             | الوقت         |               |
| ------------- | -------------------- | -------------------------------------------------- | ------------- | ------------- |
| 1             | Loes Adegeest ‏       | روبل كليننينج ‏                                     | 8 س 33 د 29 ث |               |
| 2             | Ricarda Bauernfeind ‏ | Canyon-Sram generation ‏                            | + 3 ث         |               |
| 3             | Emma Langley ‏        | EF Education–Tibco–SVB ‏                            | + 3 ث         |               |
| 4             | Megan Armitage ‏      | روبل كليننينج ‏                                     | + 16 ث        |               |
| 5             | Simone Boilard ‏      | St. Michel–Preference Home–Auber93 (women's team) ‏ | + 29 ث        |               |
| 6             | Silvia Zanardi ‏      | بيبينك ‏                                            | + 31 ث        |               |
| 7             | Greta Richioud ‏      | اركيا للسيدات ‏                                     | + 34 ث        |               |
| 8             | Coralie Demay ‏       | St. Michel–Preference Home–Auber93 (women's team) ‏ | + 34 ث        |               |
| 9             | Paula Patiño ‏        | موفيستار للسيدات ‏                                  | + 34 ث        |               |
| 10            | Claire Steels ‏       | سوبيلا ومنز تيم ‏                                   | + 34 ث        |               |
|               |                      |                                                    |               |               |
|               |                      |                                                    |               |               |

### مرحلة 4
هي مرحلة جبلية، أقيمت في 9 سبتمبر 2022، وامتدّت لمسافة 110.80 كيلومتر. فاز بالمركز الأول، وتصدر ترتيب النقاط للشباب والترتيب العام في نهاية المرحلة أنطونيا نيدرماير، وتصدر ترتيب النقاط شيلا جوتيريز، وتصدر ترتيب الفرق موفيستار للسيدات 2022 ‏، وتصدر ترتيب التسلق Nadia Quagliotto ‏، وتصدر ترتيب السرعة Danique Braam ‏.
| التصنيف العام | التصنيف العام          | التصنيف العام                                      | التصنيف العام  | التصنيف العام |
| المتسابقة     | المتسابقة              | الفريق                                             | الوقت          |               |
| ------------- | ---------------------- | -------------------------------------------------- | -------------- | ------------- |
| 1             | أنطونيا نيدرماير       | Canyon-Sram generation ‏                            | 11 س 19 د 36 ث |               |
| 2             | Loes Adegeest ‏         | روبل كليننينج ‏                                     | + 37 ث         |               |
| 3             | Simone Boilard ‏        | St. Michel–Preference Home–Auber93 (women's team) ‏ | + 1 د 06 ث     |               |
| 4             | Silvia Zanardi ‏        | بيبينك ‏                                            | + 1 د 08 ث     |               |
| 5             | Greta Richioud ‏        | اركيا للسيدات ‏                                     | + 1 د 11 ث     |               |
| 6             | Paula Patiño ‏          | موفيستار للسيدات ‏                                  | + 1 د 11 ث     |               |
| 7             | Jelena Erić (cyclist) ‏ | موفيستار للسيدات ‏                                  | + 1 د 11 ث     |               |
| 8             | شيلا جوتيريز           | موفيستار للسيدات ‏                                  | + 1 د 14 ث     |               |
| 9             | Emma Langley ‏          | فريق الولايات المتحدة لركوب الدراجات للسيدات 2022 ‏ | + 1 د 31 ث     |               |
| 10            | Megan Armitage ‏        | روبل كليننينج ‏                                     | + 5 د 12 ث     |               |
|               |                        |                                                    |                |               |
|               |                        |                                                    |                |               |

### مرحلة 5
هي مرحلة جبلية متوسطة، أقيمت في 10 سبتمبر 2022، وامتدّت لمسافة 109.44 كيلومتر. فاز بالمركز الأول، وتصدر الترتيب العام في نهاية المرحلة وترتيب النقاط للشباب وترتيب التسلق أنطونيا نيدرماير، وتصدر ترتيب الفرق موفيستار للسيدات 2022 ‏، وتصدر ترتيب النقاط وترتيب السرعة Silvia Zanardi ‏.
| التصنيف العام | التصنيف العام    | التصنيف العام                                      | التصنيف العام  | التصنيف العام |
| المتسابقة     | المتسابقة        | الفريق                                             | الوقت          |               |
| ------------- | ---------------- | -------------------------------------------------- | -------------- | ------------- |
| 1             | أنطونيا نيدرماير | Canyon-Sram generation ‏                            | 14 س 45 د 51 ث |               |
| 2             | Loes Adegeest ‏   | روبل كليننينج ‏                                     | + 1 د 22 ث     |               |
| 3             | Silvia Zanardi ‏  | بيبينك ‏                                            | + 1 د 53 ث     |               |
| 4             | Paula Patiño ‏    | موفيستار للسيدات ‏                                  | + 1 د 56 ث     |               |
| 5             | Simone Boilard ‏  | St. Michel–Preference Home–Auber93 (women's team) ‏ | + 2 د 28 ث     |               |
| 6             | Emma Langley ‏    | فريق الولايات المتحدة لركوب الدراجات للسيدات 2022 ‏ | + 2 د 48 ث     |               |
| 7             | شيلا جوتيريز     | موفيستار للسيدات ‏                                  | + 3 د 45 ث     |               |
| 8             | Claire Steels ‏   | سوبيلا ومنز تيم ‏                                   | + 6 د 02 ث     |               |
| 9             | Megan Armitage ‏  | روبل كليننينج ‏                                     | + 6 د 05 ث     |               |
| 10            | Coralie Demay ‏   | St. Michel–Preference Home–Auber93 (women's team) ‏ | + 6 د 31 ث     |               |
|               |                  |                                                    |                |               |
|               |                  |                                                    |                |               |

### مرحلة 6
هي مرحلة جبلية، أقيمت في 11 سبتمبر 2022، وامتدّت لمسافة 92.52 كيلومتر. فاز بالمركز الأول، وتصدر ترتيب النقاط وترتيب السرعة Silvia Zanardi ‏، وتصدر الترتيب العام في نهاية المرحلة وترتيب النقاط للشباب وترتيب التسلق أنطونيا نيدرماير، وتصدر ترتيب الفرق موفيستار للسيدات 2022 ‏.
| التصنيف العام | التصنيف العام    | التصنيف العام                                      | التصنيف العام  | التصنيف العام |
| المتسابقة     | المتسابقة        | الفريق                                             | الوقت          |               |
| ------------- | ---------------- | -------------------------------------------------- | -------------- | ------------- |
| 1             | أنطونيا نيدرماير | Canyon-Sram generation ‏                            | 17 س 12 د 30 ث |               |
| 2             | Loes Adegeest ‏   | روبل كليننينج ‏                                     | + 1 د 22 ث     |               |
| 3             | Silvia Zanardi ‏  | بيبينك ‏                                            | + 1 د 53 ث     |               |
| 4             | Paula Patiño ‏    | موفيستار للسيدات ‏                                  | + 1 د 56 ث     |               |
| 5             | Simone Boilard ‏  | St. Michel–Preference Home–Auber93 (women's team) ‏ | + 2 د 28 ث     |               |
| 6             | Emma Langley ‏    | EF Education–Tibco–SVB ‏                            | + 2 د 48 ث     |               |
| 7             | شيلا جوتيريز     | موفيستار للسيدات ‏                                  | + 6 د 00 ث     |               |
| 8             | Claire Steels ‏   | سوبيلا ومنز تيم ‏                                   | + 6 د 02 ث     |               |
| 9             | Megan Armitage ‏  | روبل كليننينج ‏                                     | + 6 د 05 ث     |               |
| 10            | Coralie Demay ‏   | St. Michel–Preference Home–Auber93 (women's team) ‏ | + 6 د 31 ث     |               |
|               |                  |                                                    |                |               |
|               |                  |                                                    |                |               |

### مرحلة 7
هي مرحلة جبلية متوسطة، أقيمت في 12 سبتمبر 2022، وامتدّت لمسافة 121 كيلومتر. فاز بالمركز الأول، وتصدر ترتيب التسلق Coralie Demay ‏، وتصدر ترتيب الفرق موفيستار للسيدات 2022 ‏، وتصدر ترتيب النقاط وترتيب السرعة Silvia Zanardi ‏، وتصدر الترتيب العام في نهاية المرحلة وترتيب النقاط للشباب أنطونيا نيدرماير.

## المشاركون
| موفيستار للسيدات ‏ MOV | موفيستار للسيدات ‏ MOV  | موفيستار للسيدات ‏ MOV |
| --------------------- | ---------------------- | --------------------- |
| م                     | عداء                   | مرتبة                 |
| 1                     | شيلا جوتيريز           | لم يكمل السباق        |
| 2                     | Jelena Erić (cyclist) ‏ | 14                    |
| 3                     | أليسيا غونزاليس بلانكو | 39                    |
| 4                     | Lourdes Oyarbide ‏      | 26                    |
| 5                     | Paula Patiño ‏          | 3                     |
| 6                     | غلوريا رودريغيز        | لم يكمل السباق        |

| بيبينك ‏ BPK | بيبينك ‏ BPK       | بيبينك ‏ BPK |
| ----------- | ----------------- | ----------- |
| م           | عداء              | مرتبة       |
| 11          | Markéta Hájková ‏  | 40          |
| 12          | Prisca Savi‏       | 35          |
| 13          | Matilde Vitillo ‏  | 33          |
| 14          | Nadia Quagliotto ‏ | 28          |
| 15          | Silvia Zanardi ‏   | 5           |
| 16          | Matilde Bertolini‏ | OTL-1       |

| روبل كليننينج ‏ IBC | روبل كليننينج ‏ IBC | روبل كليننينج ‏ IBC |
| ------------------ | ------------------ | ------------------ |
| م                  | عداء               | مرتبة              |
| 21                 | Loes Adegeest ‏     | 2                  |
| 22                 | Fien van Eynde ‏    | لم يكمل السباق     |
| 23                 | Megan Armitage ‏    | 11                 |
| 24                 | Antonia Gröndahl ‏  | 43                 |
| 25                 | أليس شارب          | 30                 |
| 26                 | Prudence Fowler ‏   | 65                 |

| Canyon//SRAM Generation ‏ CSG | Canyon//SRAM Generation ‏ CSG | Canyon//SRAM Generation ‏ CSG |
| ---------------------------- | ---------------------------- | ---------------------------- |
| م                            | عداء                         | مرتبة                        |
| 31                           | Agua Marina Espínola ‏        | 29                           |
| 32                           | Valantine Nzayisenga ‏        | 51                           |
| 33                           | Ricarda Bauernfeind ‏         | لم يبدأ-4                    |
| 35                           | Olivia Shililifa‏             | لم يكمل السباق-1             |
| 36                           | أنطونيا نيدرماير             | 1                            |

| اركيا للسيدات ‏ ARK | اركيا للسيدات ‏ ARK | اركيا للسيدات ‏ ARK |
| ------------------ | ------------------ | ------------------ |
| م                  | عداء               | مرتبة              |
| 41                 | Typhaine Laurance ‏ | 27                 |
| 42                 | Lucie Jounier ‏     | لم يكمل السباق-1   |
| 43                 | Morgane Coston ‏    | 10                 |
| 44                 | Greta Richioud ‏    | 19                 |

| St. Michel–Preference Home–Auber93 (women's team) ‏ AUB | St. Michel–Preference Home–Auber93 (women's team) ‏ AUB | St. Michel–Preference Home–Auber93 (women's team) ‏ AUB |
| ------------------------------------------------------ | ------------------------------------------------------ | ------------------------------------------------------ |
| م                                                      | عداء                                                   | مرتبة                                                  |
| 51                                                     | Simone Boilard ‏                                        | 4                                                      |
| 52                                                     | Perrine Clauzel ‏                                       | OTL-5                                                  |
| 53                                                     | Coralie Demay ‏                                         | 7                                                      |
| 54                                                     | Margot Pompanon ‏                                       | لم يكمل السباق                                         |
| 55                                                     | Camille Fahy ‏                                          | 31                                                     |

| بنجوال شوفالمير ‏ BCV | بنجوال شوفالمير ‏ BCV | بنجوال شوفالمير ‏ BCV |
| -------------------- | -------------------- | -------------------- |
| م                    | عداء                 | مرتبة                |
| 61                   | Lotte Claes ‏         | 9                    |
| 62                   | Olha Kulynych ‏       | لم يكمل السباق-1     |
| 63                   | Lotte Popelier‏       | لم يكمل السباق-1     |
| 65                   | Coralie Savina‏       | OTL-5                |
| 66                   | Danique Braam ‏       | لم يكمل السباق       |

| شارينت ماريتايم سيلينج للسيدات ‏ CMW | شارينت ماريتايم سيلينج للسيدات ‏ CMW | شارينت ماريتايم سيلينج للسيدات ‏ CMW |
| ----------------------------------- | ----------------------------------- | ----------------------------------- |
| م                                   | عداء                                | مرتبة                               |
| 71                                  | Séverine Eraud ‏                     | لم يكمل السباق-5                    |
| 72                                  | Noémie Abgrall ‏                     | 54                                  |
| 73                                  | Marine Allione ‏                     | 24                                  |
| 75                                  | Anastasiya Kolesava ‏                | 48                                  |
| 76                                  | Natalie Grinczer ‏                   | لم يكمل السباق                      |

| DNA Pro Cycling ‏ DNA | DNA Pro Cycling ‏ DNA | DNA Pro Cycling ‏ DNA |
| -------------------- | -------------------- | -------------------- |
| م                    | عداء                 | مرتبة                |
| 81                   | Diana Peñuela ‏       | 20                   |
| 82                   | Anet Barrera ‏        | 12                   |
| 83                   | إيريكا كليفينغر      | 52                   |
| 84                   | هيذر فيشر            | لم يكمل السباق-4     |
| 85                   | Kaitlyn Rauwerda‏     | لم يكمل السباق       |
| 86                   | Kira Payer‏           | 59                   |

| انيكات سايكلنج تيم ‏ EIC | انيكات سايكلنج تيم ‏ EIC | انيكات سايكلنج تيم ‏ EIC |
| ----------------------- | ----------------------- | ----------------------- |
| م                       | عداء                    | مرتبة                   |
| 91                      | Almudena Montalvo‏       | 50                      |
| 94                      | Aranza Villalón ‏        | لم يكمل السباق          |
| 95                      | Marina Varenyk‏          | 32                      |
| 96                      | Claudia San Justo ‏      | 61                      |

| سوبيلا ومنز تيم ‏ SWT | سوبيلا ومنز تيم ‏ SWT | سوبيلا ومنز تيم ‏ SWT |
| -------------------- | -------------------- | -------------------- |
| م                    | عداء                 | مرتبة                |
| 101                  | Alice Coutinho ‏      | 49                   |
| 102                  | Nadine Gill ‏         | لم يكمل السباق-2     |
| 103                  | Claire Steels ‏       | 8                    |
| 104                  | Naia Amondarain ‏     | 56                   |

| فرتو-بي تي سي ‏ FAR | فرتو-بي تي سي ‏ FAR | فرتو-بي تي سي ‏ FAR |
| ------------------ | ------------------ | ------------------ |
| م                  | عداء               | مرتبة              |
| 111                | Cécile Lejeune ‏    | 34                 |
| 112                | Marta Romeu ‏       | 42                 |
| 113                | أريادنا غوتيريز    | 23                 |
| 114                | Lina Svarinska ‏    | 55                 |
| 115                | Azulde Britz‏       | 66                 |

| GT Krush Rebellease Pro Cycling ‏ BPC | GT Krush Rebellease Pro Cycling ‏ BPC | GT Krush Rebellease Pro Cycling ‏ BPC |
| ------------------------------------ | ------------------------------------ | ------------------------------------ |
| م                                    | عداء                                 | مرتبة                                |
| 121                                  | هنريتا كولبورن                       | 16                                   |
| 122                                  | Daniek Hengeveld ‏                    | 38                                   |
| 123                                  | Femke de Vries ‏                      | 17                                   |
| 126                                  | Marissa Baks ‏                        | 18                                   |

| Torelli (cycling team) ‏ ___ | Torelli (cycling team) ‏ ___ | Torelli (cycling team) ‏ ___ |
| --------------------------- | --------------------------- | --------------------------- |
| م                           | عداء                        | مرتبة                       |
| 131                         | Nicole Coates‏               | 21                          |
| 132                         | Jess Pratt ‏                 | 53                          |
| 133                         | هولي بريك                   | 46                          |
| 134                         | Claire Cameron‏              | 58                          |
| 135                         | Imogen Alton‏                | لم يكمل السباق-1            |
| 136                         | Annamarie Lipp‏              | 45                          |

| دبليو سي سي تيم ‏ WCC | دبليو سي سي تيم ‏ WCC | دبليو سي سي تيم ‏ WCC |
| -------------------- | -------------------- | -------------------- |
| م                    | عداء                 | مرتبة                |
| 141                  | Amha Geregiel Selam‏  | لم يكمل السباق       |
| 142                  | Natalia Franco‏       | لم يكمل السباق-5     |
| 143                  | Maude Le Roux‏        | 47                   |
| 144                  | Luciana Roland‏       | 62                   |
| 145                  | Elina Tasane ‏        | 41                   |
| 146                  | Veronika Jandová ‏    | لم يكمل السباق-3     |

| لفيف للسيدات ‏ LCW | لفيف للسيدات ‏ LCW          | لفيف للسيدات ‏ LCW |
| ----------------- | -------------------------- | ----------------- |
| م                 | عداء                       | مرتبة             |
| 151               | Bronwyn Macgregor‏          | لم يكمل السباق-5  |
| 152               | Karolina Perekitko ‏        | 15                |
| 154               | Alicia Evans‏               | لم يكمل السباق    |
| 154               | Agata Flis‏                 | 63                |
| 155               | Dorka Jordán‏               | لم يكمل السباق-3  |
| 156               | Hanna Johansson (cyclist) ‏ | لم يكمل السباق-5  |

| فريق النرويج لركوب الدراجات للسيدات 2022 ‏ NOR | فريق النرويج لركوب الدراجات للسيدات 2022 ‏ NOR | فريق النرويج لركوب الدراجات للسيدات 2022 ‏ NOR |
| --------------------------------------------- | --------------------------------------------- | --------------------------------------------- |
| م                                             | عداء                                          | مرتبة                                         |
| 161                                           | Ingrid Lorvik ‏                                | 64                                            |
| 162                                           | مالين إريكسن ‏                                 | 44                                            |
| 163                                           | Merethe Liland‏                                | لم يكمل السباق-1                              |
| 164                                           | Magdalene Lind ‏                               | 36                                            |
| 165                                           | Sigrid Ytterhus Haugset ‏                      | 13                                            |
| 166                                           | Stine Marie Snortheim ‏                        | 60                                            |

| فريق سلوفينيا لركوب الدراجات للسيدات 2022‏ SLO | فريق سلوفينيا لركوب الدراجات للسيدات 2022‏ SLO | فريق سلوفينيا لركوب الدراجات للسيدات 2022‏ SLO |
| --------------------------------------------- | --------------------------------------------- | --------------------------------------------- |
| م                                             | عداء                                          | مرتبة                                         |
| 171                                           | Erika Jesenko‏                                 | 37                                            |
| 172                                           | Tjaša Sušnik ‏                                 | 22                                            |
| 173                                           | Nina Pugelj‏                                   | لم يكمل السباق                                |
| 174                                           | Nika Bobnar ‏                                  | 57                                            |
| 175                                           | Lara Maretič‏                                  | لم يكمل السباق-5                              |

| فريق الولايات المتحدة لركوب الدراجات للسيدات 2022‏ USA | فريق الولايات المتحدة لركوب الدراجات للسيدات 2022‏ USA | فريق الولايات المتحدة لركوب الدراجات للسيدات 2022‏ USA |
| ----------------------------------------------------- | ----------------------------------------------------- | ----------------------------------------------------- |
| م                                                     | عداء                                                  | مرتبة                                                 |
| 181                                                   | Shayna Powless ‏                                       | لم يكمل السباق                                        |
| 182                                                   | هايدي فرانز                                           | 25                                                    |
| 183                                                   | Cara O'Neill‏                                          | 67                                                    |
| 184                                                   | Kyleigh Spearing‏                                      | لم يكمل السباق-5                                      |
| 185                                                   | Maddy Ward‏                                            | لم يكمل السباق-1                                      |
| 186                                                   | Emma Langley ‏                                         | 6                                                     |

| موفيستار للسيدات ‏ MOV | موفيستار للسيدات ‏ MOV  | موفيستار للسيدات ‏ MOV |
| --------------------- | ---------------------- | --------------------- |
| م                     | عداء                   | مرتبة                 |
| 1                     | شيلا جوتيريز           | لم يكمل السباق        |
| 2                     | Jelena Erić (cyclist) ‏ | 14                    |
| 3                     | أليسيا غونزاليس بلانكو | 39                    |
| 4                     | Lourdes Oyarbide ‏      | 26                    |
| 5                     | Paula Patiño ‏          | 3                     |
| 6                     | غلوريا رودريغيز        | لم يكمل السباق        |

| بيبينك ‏ BPK | بيبينك ‏ BPK       | بيبينك ‏ BPK |
| ----------- | ----------------- | ----------- |
| م           | عداء              | مرتبة       |
| 11          | Markéta Hájková ‏  | 40          |
| 12          | Prisca Savi‏       | 35          |
| 13          | Matilde Vitillo ‏  | 33          |
| 14          | Nadia Quagliotto ‏ | 28          |
| 15          | Silvia Zanardi ‏   | 5           |
| 16          | Matilde Bertolini‏ | OTL-1       |

| روبل كليننينج ‏ IBC | روبل كليننينج ‏ IBC | روبل كليننينج ‏ IBC |
| ------------------ | ------------------ | ------------------ |
| م                  | عداء               | مرتبة              |
| 21                 | Loes Adegeest ‏     | 2                  |
| 22                 | Fien van Eynde ‏    | لم يكمل السباق     |
| 23                 | Megan Armitage ‏    | 11                 |
| 24                 | Antonia Gröndahl ‏  | 43                 |
| 25                 | أليس شارب          | 30                 |
| 26                 | Prudence Fowler ‏   | 65                 |

| Canyon//SRAM Generation ‏ CSG | Canyon//SRAM Generation ‏ CSG | Canyon//SRAM Generation ‏ CSG |
| ---------------------------- | ---------------------------- | ---------------------------- |
| م                            | عداء                         | مرتبة                        |
| 31                           | Agua Marina Espínola ‏        | 29                           |
| 32                           | Valantine Nzayisenga ‏        | 51                           |
| 33                           | Ricarda Bauernfeind ‏         | لم يبدأ-4                    |
| 35                           | Olivia Shililifa‏             | لم يكمل السباق-1             |
| 36                           | أنطونيا نيدرماير             | 1                            |

| اركيا للسيدات ‏ ARK | اركيا للسيدات ‏ ARK | اركيا للسيدات ‏ ARK |
| ------------------ | ------------------ | ------------------ |
| م                  | عداء               | مرتبة              |
| 41                 | Typhaine Laurance ‏ | 27                 |
| 42                 | Lucie Jounier ‏     | لم يكمل السباق-1   |
| 43                 | Morgane Coston ‏    | 10                 |
| 44                 | Greta Richioud ‏    | 19                 |

| St. Michel–Preference Home–Auber93 (women's team) ‏ AUB | St. Michel–Preference Home–Auber93 (women's team) ‏ AUB | St. Michel–Preference Home–Auber93 (women's team) ‏ AUB |
| ------------------------------------------------------ | ------------------------------------------------------ | ------------------------------------------------------ |
| م                                                      | عداء                                                   | مرتبة                                                  |
| 51                                                     | Simone Boilard ‏                                        | 4                                                      |
| 52                                                     | Perrine Clauzel ‏                                       | OTL-5                                                  |
| 53                                                     | Coralie Demay ‏                                         | 7                                                      |
| 54                                                     | Margot Pompanon ‏                                       | لم يكمل السباق                                         |
| 55                                                     | Camille Fahy ‏                                          | 31                                                     |

| بنجوال شوفالمير ‏ BCV | بنجوال شوفالمير ‏ BCV | بنجوال شوفالمير ‏ BCV |
| -------------------- | -------------------- | -------------------- |
| م                    | عداء                 | مرتبة                |
| 61                   | Lotte Claes ‏         | 9                    |
| 62                   | Olha Kulynych ‏       | لم يكمل السباق-1     |
| 63                   | Lotte Popelier‏       | لم يكمل السباق-1     |
| 65                   | Coralie Savina‏       | OTL-5                |
| 66                   | Danique Braam ‏       | لم يكمل السباق       |

| شارينت ماريتايم سيلينج للسيدات ‏ CMW | شارينت ماريتايم سيلينج للسيدات ‏ CMW | شارينت ماريتايم سيلينج للسيدات ‏ CMW |
| ----------------------------------- | ----------------------------------- | ----------------------------------- |
| م                                   | عداء                                | مرتبة                               |
| 71                                  | Séverine Eraud ‏                     | لم يكمل السباق-5                    |
| 72                                  | Noémie Abgrall ‏                     | 54                                  |
| 73                                  | Marine Allione ‏                     | 24                                  |
| 75                                  | Anastasiya Kolesava ‏                | 48                                  |
| 76                                  | Natalie Grinczer ‏                   | لم يكمل السباق                      |

| DNA Pro Cycling ‏ DNA | DNA Pro Cycling ‏ DNA | DNA Pro Cycling ‏ DNA |
| -------------------- | -------------------- | -------------------- |
| م                    | عداء                 | مرتبة                |
| 81                   | Diana Peñuela ‏       | 20                   |
| 82                   | Anet Barrera ‏        | 12                   |
| 83                   | إيريكا كليفينغر      | 52                   |
| 84                   | هيذر فيشر            | لم يكمل السباق-4     |
| 85                   | Kaitlyn Rauwerda‏     | لم يكمل السباق       |
| 86                   | Kira Payer‏           | 59                   |

| انيكات سايكلنج تيم ‏ EIC | انيكات سايكلنج تيم ‏ EIC | انيكات سايكلنج تيم ‏ EIC |
| ----------------------- | ----------------------- | ----------------------- |
| م                       | عداء                    | مرتبة                   |
| 91                      | Almudena Montalvo‏       | 50                      |
| 94                      | Aranza Villalón ‏        | لم يكمل السباق          |
| 95                      | Marina Varenyk‏          | 32                      |
| 96                      | Claudia San Justo ‏      | 61                      |

| سوبيلا ومنز تيم ‏ SWT | سوبيلا ومنز تيم ‏ SWT | سوبيلا ومنز تيم ‏ SWT |
| -------------------- | -------------------- | -------------------- |
| م                    | عداء                 | مرتبة                |
| 101                  | Alice Coutinho ‏      | 49                   |
| 102                  | Nadine Gill ‏         | لم يكمل السباق-2     |
| 103                  | Claire Steels ‏       | 8                    |
| 104                  | Naia Amondarain ‏     | 56                   |

| فرتو-بي تي سي ‏ FAR | فرتو-بي تي سي ‏ FAR | فرتو-بي تي سي ‏ FAR |
| ------------------ | ------------------ | ------------------ |
| م                  | عداء               | مرتبة              |
| 111                | Cécile Lejeune ‏    | 34                 |
| 112                | Marta Romeu ‏       | 42                 |
| 113                | أريادنا غوتيريز    | 23                 |
| 114                | Lina Svarinska ‏    | 55                 |
| 115                | Azulde Britz‏       | 66                 |

| GT Krush Rebellease Pro Cycling ‏ BPC | GT Krush Rebellease Pro Cycling ‏ BPC | GT Krush Rebellease Pro Cycling ‏ BPC |
| ------------------------------------ | ------------------------------------ | ------------------------------------ |
| م                                    | عداء                                 | مرتبة                                |
| 121                                  | هنريتا كولبورن                       | 16                                   |
| 122                                  | Daniek Hengeveld ‏                    | 38                                   |
| 123                                  | Femke de Vries ‏                      | 17                                   |
| 126                                  | Marissa Baks ‏                        | 18                                   |

| Torelli (cycling team) ‏ ___ | Torelli (cycling team) ‏ ___ | Torelli (cycling team) ‏ ___ |
| --------------------------- | --------------------------- | --------------------------- |
| م                           | عداء                        | مرتبة                       |
| 131                         | Nicole Coates‏               | 21                          |
| 132                         | Jess Pratt ‏                 | 53                          |
| 133                         | هولي بريك                   | 46                          |
| 134                         | Claire Cameron‏              | 58                          |
| 135                         | Imogen Alton‏                | لم يكمل السباق-1            |
| 136                         | Annamarie Lipp‏              | 45                          |

| دبليو سي سي تيم ‏ WCC | دبليو سي سي تيم ‏ WCC | دبليو سي سي تيم ‏ WCC |
| -------------------- | -------------------- | -------------------- |
| م                    | عداء                 | مرتبة                |
| 141                  | Amha Geregiel Selam‏  | لم يكمل السباق       |
| 142                  | Natalia Franco‏       | لم يكمل السباق-5     |
| 143                  | Maude Le Roux‏        | 47                   |
| 144                  | Luciana Roland‏       | 62                   |
| 145                  | Elina Tasane ‏        | 41                   |
| 146                  | Veronika Jandová ‏    | لم يكمل السباق-3     |

| لفيف للسيدات ‏ LCW | لفيف للسيدات ‏ LCW          | لفيف للسيدات ‏ LCW |
| ----------------- | -------------------------- | ----------------- |
| م                 | عداء                       | مرتبة             |
| 151               | Bronwyn Macgregor‏          | لم يكمل السباق-5  |
| 152               | Karolina Perekitko ‏        | 15                |
| 154               | Alicia Evans‏               | لم يكمل السباق    |
| 154               | Agata Flis‏                 | 63                |
| 155               | Dorka Jordán‏               | لم يكمل السباق-3  |
| 156               | Hanna Johansson (cyclist) ‏ | لم يكمل السباق-5  |

| فريق النرويج لركوب الدراجات للسيدات 2022 ‏ NOR | فريق النرويج لركوب الدراجات للسيدات 2022 ‏ NOR | فريق النرويج لركوب الدراجات للسيدات 2022 ‏ NOR |
| --------------------------------------------- | --------------------------------------------- | --------------------------------------------- |
| م                                             | عداء                                          | مرتبة                                         |
| 161                                           | Ingrid Lorvik ‏                                | 64                                            |
| 162                                           | مالين إريكسن ‏                                 | 44                                            |
| 163                                           | Merethe Liland‏                                | لم يكمل السباق-1                              |
| 164                                           | Magdalene Lind ‏                               | 36                                            |
| 165                                           | Sigrid Ytterhus Haugset ‏                      | 13                                            |
| 166                                           | Stine Marie Snortheim ‏                        | 60                                            |

| فريق سلوفينيا لركوب الدراجات للسيدات 2022‏ SLO | فريق سلوفينيا لركوب الدراجات للسيدات 2022‏ SLO | فريق سلوفينيا لركوب الدراجات للسيدات 2022‏ SLO |
| --------------------------------------------- | --------------------------------------------- | --------------------------------------------- |
| م                                             | عداء                                          | مرتبة                                         |
| 171                                           | Erika Jesenko‏                                 | 37                                            |
| 172                                           | Tjaša Sušnik ‏                                 | 22                                            |
| 173                                           | Nina Pugelj‏                                   | لم يكمل السباق                                |
| 174                                           | Nika Bobnar ‏                                  | 57                                            |
| 175                                           | Lara Maretič‏                                  | لم يكمل السباق-5                              |

| فريق الولايات المتحدة لركوب الدراجات للسيدات 2022‏ USA | فريق الولايات المتحدة لركوب الدراجات للسيدات 2022‏ USA | فريق الولايات المتحدة لركوب الدراجات للسيدات 2022‏ USA |
| ----------------------------------------------------- | ----------------------------------------------------- | ----------------------------------------------------- |
| م                                                     | عداء                                                  | مرتبة                                                 |
| 181                                                   | Shayna Powless ‏                                       | لم يكمل السباق                                        |
| 182                                                   | هايدي فرانز                                           | 25                                                    |
| 183                                                   | Cara O'Neill‏                                          | 67                                                    |
| 184                                                   | Kyleigh Spearing‏                                      | لم يكمل السباق-5                                      |
| 185                                                   | Maddy Ward‏                                            | لم يكمل السباق-1                                      |
| 186                                                   | Emma Langley ‏                                         | 6                                                     |

## التصنيف العام النهائي
| التصنيف العام | التصنيف العام    | التصنيف العام                                      | التصنيف العام  | التصنيف العام |
| المتسابقة     | المتسابقة        | الفريق                                             | الوقت          |               |
| ------------- | ---------------- | -------------------------------------------------- | -------------- | ------------- |
| 1             | أنطونيا نيدرماير | Canyon-Sram generation ‏                            | 20 س 38 د 12 ث |               |
| 2             | Loes Adegeest ‏   | روبل كليننينج ‏                                     | + 1 د 14 ث     |               |
| 3             | Paula Patiño ‏    | موفيستار للسيدات ‏                                  | + 1 د 51 ث     |               |
| 4             | Simone Boilard ‏  | St. Michel–Preference Home–Auber93 (women's team) ‏ | + 2 د 45 ث     |               |
| 5             | Silvia Zanardi ‏  | بيبينك ‏                                            | + 3 د 23 ث     |               |
| 6             | Emma Langley ‏    | EF Education–Tibco–SVB ‏                            | + 4 د 02 ث     |               |
| 7             | Coralie Demay ‏   | St. Michel–Preference Home–Auber93 (women's team) ‏ | + 5 د 58 ث     |               |
| 8             | Claire Steels ‏   | سوبيلا ومنز تيم ‏                                   | + 6 د 06 ث     |               |
| 9             | Lotte Claes ‏     | بنجوال شوفالمير ‏                                   | + 6 د 45 ث     |               |
| 10            | Morgane Coston ‏  | اركيا للسيدات ‏                                     | + 8 د 33 ث     |               |
|               |                  |                                                    |                |               |
|               |                  |                                                    |                |               |